# Барон Кобем
Барон Кобем — наследственный титул, созданный шесть раз в системе Пэрства Англии (1313, 1324, 1326, 1347, 1645, 1714 годы). Изначально его носили представители разных ветвей семейства Кобемов, с конца XII века владевшего землями в Юго-Восточной Англии, а в XIV веке относившегося к наиболее влиятельным семьям Кента и Суррея. При этом только в одной ветви, Кобемов из Стерборо, баронский титул сохранялся больше двух поколений подряд.

## Носители титула
Креация 1313 года
Впервые титул барона Кобема был создан в 1313 году для Генри де Кобема (1260—1339), который был вызван в парламент как барон Кобем из Кента. Его потомки, в том числе по женской линии, носили этот титул до 1951 года.
- Генри де Кобем (1260—1339)[2][3];
- Джон де Кобем (умер в 1355)[4];
- Джон де Кобем (приблизительно 1320—1408)[5].

Креация 1324 года
- Ральф Кобем, 1-й барон Кобем (умер в 1326)[6];
- Джон Кобем, 2-й барон Кобем (1324/25 — после 1378).

Креация 1326 года
- Стивен Кобем, 1-й барон Кобем из Рундейла (умер в 1332, его потомки были баронами только де-юре).

Креация 1347 года
- Реджинальд де Кобем, 1-й барон Кобем из Стерборо (приблизительно 1295—1361)[7][8];
- Реджинальд де Кобем, 2-й барон Кобем из Стерборо (1348—1403)[9][10];
- Реджинальд де Кобем, 3-й барон Кобем из Стерборо (1381 — после 1446);
- Маргарет Кобем, 4-я баронесса Кобем из Стерборо (умерла в 1466/71);
- Томас де Кобем, 5-й барон Кобем из Стерборо (умер в 1471).

Креация 1645 года
- Джон Брук, 1-й барон Кобем (1575—1660)[11].

Креация 1714 года
- Ричард Темпл, 1-й барон Кобем (1675—1749).